# Las repeticiones
Las repeticiones es un libro póstumo de la escritora argentina Silvina Ocampo editado en 2006. Recopila textos inéditos de la autora que construyen un orbe artificial, dominado por las pasiones más extremas y la fantasía desarrollada en todos sus libros.

## Carácter de la obra
En Las repeticiones, se reúnen un conjunto de relatos de un valor trascendental, para la historia de la literatura fantástica hispanoamericana. Silvina Ocampo maneja cierta "crueldad inocente u oblicua" (tal como Jorge Luis Borges vislumbrara en vida), que juega con los personajes, sus obsesiones, tormentos y lo sofocante de una vida colmada de normalidad y rutina, para exponerlos y hacerlos colisionar contra la magia de lo fantástico.
Silvina Ocampo halla lo fantástico, por la alteración de lo corriente, y por sus propias obsesiones, que resultan, incluso, inentendibles o inimaginables.

## Textos incluidos
En el volumen se recopilan los siguientes escritos.

### Cuentos
- La mujer inmóvil
- La calesita
- El estereoscopio
- Las repeticiones
- La cara adversa
- La ciudad de arena
- Albo Zoinak
- Diálogos con un pañuelo
- La voz
- Silencio y oscuridad
- Los amantes
- El arrepentido
- La conciencia
- Cedro
- Las nuevas leyes de la perspectiva
- La santa
- Las predicciones
- El zorro
- La metamorfosis
- Por causa del hombre
- La persecución
- El jardín encontrado
- Teodora
- El milagro

### Novelas cortas
- El vidente
- Lo mejor de la familia